# Blindern Studenterhjem
Blindern Studenterhjem i Oslo, er en privat stiftelse som drives uden økonomisk fortjeneste som mål. Stedet skal være et godt studenterhjem for studenter fra alle kanter af Norge, uanset studieretning.

Blindern Studenterhjem er kendt for sit stærke sociale miljø. Hvert år arrangeres en række traditionsrige arrangementer og fester, hvoraf nogen kan spores tilbage til åbningen af Studenterhjemmet i 1925.

## Historie
Historien fra 1925 til 1950
Blindern Studenterhjem åbnede i 1925, og de smukke gule bygningerne er bygget i nyklassisismens formsprog og tegnet af arkitekt Nicolai Beer. Det var fru Alette Schreiner som tog initiativet til bygningen af Studenterhjemmet, efter at være blevet rystet over den sociale nød og underernæringen der herskede blandt hovedstadens studenter. I begyndelsen var Studenterhjemmet alligevel hovedsageligt for de privilegerede blandt studenterne, som kom fra velstående hjem og studerede jura eller medicin. I 1941 blev Studenterhjemmet okkuperet af Gestapo, og først efter 2. verdenskrig kunne studenterne vende tilbage.
Historien fra 1950 til 1976
Oprindeligt var Blindern Studenterhjem et hjem udelukkende for drenge, men efter en længere debat blev det i 1976 også åbnet for at piger kunne flytte ind. Nu er det et mål for Studenterhjemmet at kønnene er nogenlunde ligeligt fordelt blandt beboerne. Da Studenterhjemmet blev bygget lå Blindern ”på landet”, men senere har byen omgrænset området og i dag er Studenterhjemmet centralt placeret både i forhold til Universitetet og centrum. Med sporvogns- og t-bane kan beboerne nå de fleste af Oslos bydele på kort tid.
Historien fra 1976 og videre
Blindern Studenterhjem blev fredet af Riksantikvaren i 1997, og det er et stærkt ønske både fra det offentlige og Studenterhjemmet om at bevare bygningerne og miljøet omkring sådan at stedet kan fortsætte med at være et attraktivt og godt hjem for kommende generationer af studenter.